# 安德魯·羅西
安德魯·羅西（Andrew Rossi）是一位美国纪录片制作人，曾獲新聞及記錄片艾美獎提名；羅西與其妻 Kate Novack組成的纪录片制作团队有很多作品。

## 作品
- 《Eat this New York》（2004）
- 《Le Cirque：A table in Heaven》（2007）
- 《Page One: Inside The New York Times》（2011）
- 《Control Room》

Rossi曾在纪录片“Control Room”中擔任联合制作人、Novack曾是时代杂志的艺术和媒体记者。

## 生平
Rossi在纽约长大。他的父母拥有一家意大利餐厅，这成为让他最后想要编导 Eat this New York的灵感。
1995年，他从耶鲁大学毕业，在耶鲁大学他是Yale Literary Magazine的主编
1998年，他从哈佛法学院毕业，在那里他是 Harvard Journal of Law and Technology的编辑。在纽约的Skadden, Arps, Slate, Meagher and Flom LLP做并购两年之后，他据顶成为一个制片人。他和Kate Novack结为连理，后者后来也成为了他工作上的合作伙伴。